# Amblyceps macropterus
Amblyceps macropterus är en fiskart som beskrevs av Ng 2001. Amblyceps macropterus ingår i släktet Amblyceps och familjen Amblycipitidae. IUCN kategoriserar arten globalt som otillräckligt studerad. Inga underarter finns listade i Catalogue of Life.